# Hieracium lingulatum
Hieracium lingulatum es una especie de planta con flor del género Hieracium, de la familia Asteraceae, orden Asterales.

## Distribución
Hieracium lingulatum se distribuye por Escocia.

## Taxonomía
Fue descrita científicamente por Backh. fil. ex Hook. y Arn.